# 資生堂
株式会社資生堂（しせいどう、英語: Shiseido Company, Limited）は、化粧品の製造・販売を主な事業とする日本の企業である。化粧品の国内シェア第1位であり、世界シェアでは第5位となっている。日経平均株価およびTOPIX Large70、JPX日経インデックス400の構成銘柄の一つ。
世界の約120か国・地域で事業展開しており、海外売上比率は6割を超える。

## 概要
1872年（明治5年）9月17日、福原有信が東京・銀座に「資生堂薬局」創業。商号の由来は、中国の古典『易経』の一節「至哉坤元 萬物資生（至れるかな、坤元。万物資（と）りて生ず。）」から。「資生」は中国清代の文献に良く見られ、近代の中国や日本で「economy」の訳語として用いられた時期もあった。
「新しく深みのある価値を発見し、美しい生活文化を創造する」という企業理念のもと、化粧品事業を中心に、トイレタリー事業やヘルスケア事業（美容・健康食品や一般用医薬品）、フロンティアサイエンス事業（医療用医薬品や美容医療、クロマトグラフィー、原材料事業）などを展開している。過去には生理用品や洗濯用洗剤、歯磨剤も発売されていた（資生堂本体が手がけたケースと子会社が手がけたケースとがある）が、売上不振によりいずれも撤退している。
シンボルマークは「花椿」と呼ばれ、資生堂に関連する活動にも「椿」の名称が多用される。このシンボルは1987年（昭和62年）に広告での使用を中止し、1989年（昭和64年/平成元年）以降は製品からも外すなど対外的な使用を取りやめ、使用範囲は株券などに限定されていた。2004年（平成16年）から方針転換し、復活している。資生堂のCMは基本的に「SHISEIDO」の欧文ロゴが冒頭の数秒間、画面下部に表示される。これは1970年（昭和45年）前期から始まったものである。ロゴのSの文字は積分記号のように上下を伸ばしている。
同社のコーポレートスローガンは「一瞬も 一生も 美しく」である。またかつてのスローガンには「ヒトを彩るサイエンス」などもあった。また、テレビ・ラジオ番組での提供クレジットでは長らく「東京 銀座 資生堂」というフレーズが用いられてきた。
第一勧銀グループの一員である。

## 沿革

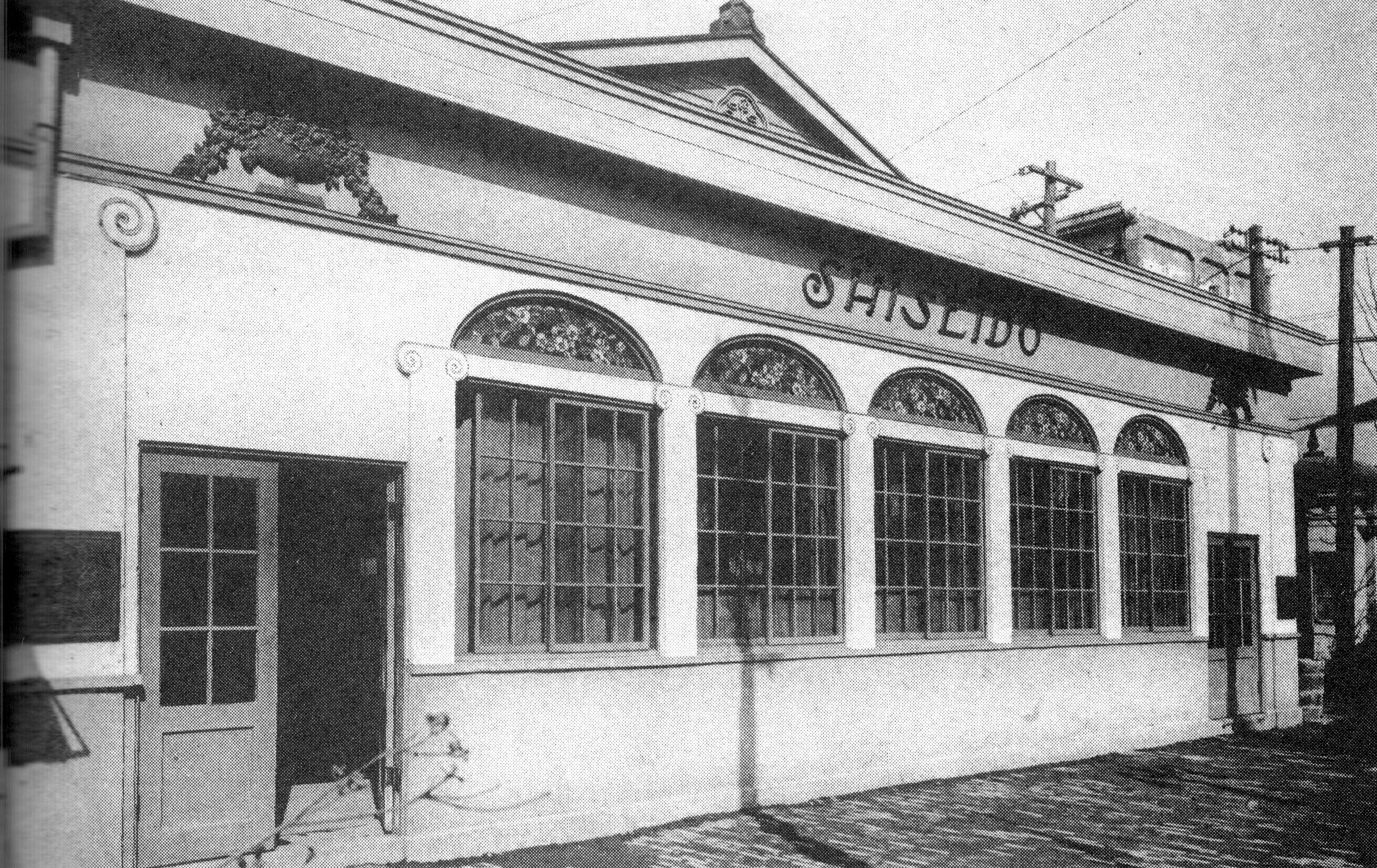
関東大震災後に建てられた仮設店舗

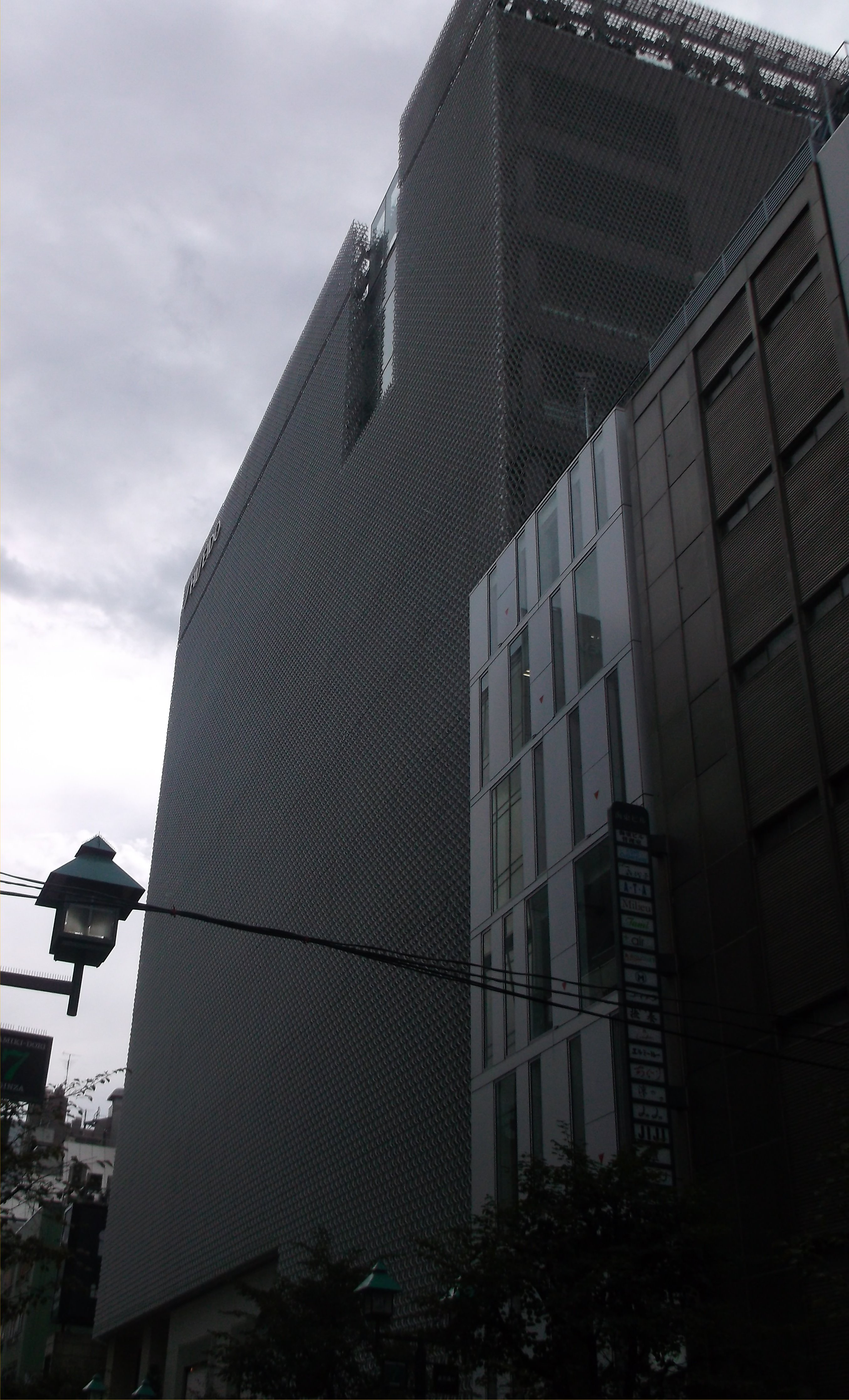
資生堂銀座ビル

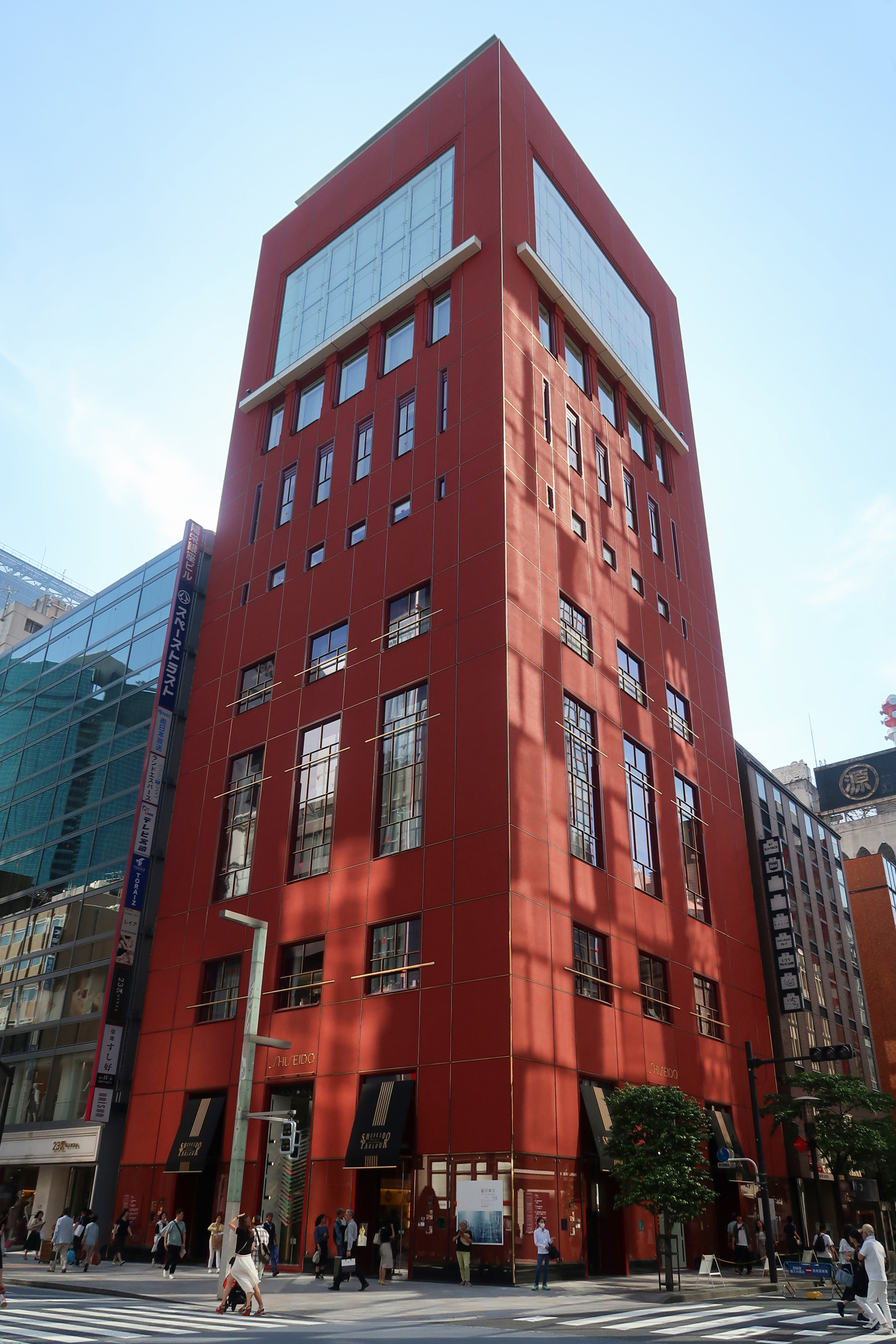
東京銀座資生堂ビル。資生堂パーラーなどがはいっている。

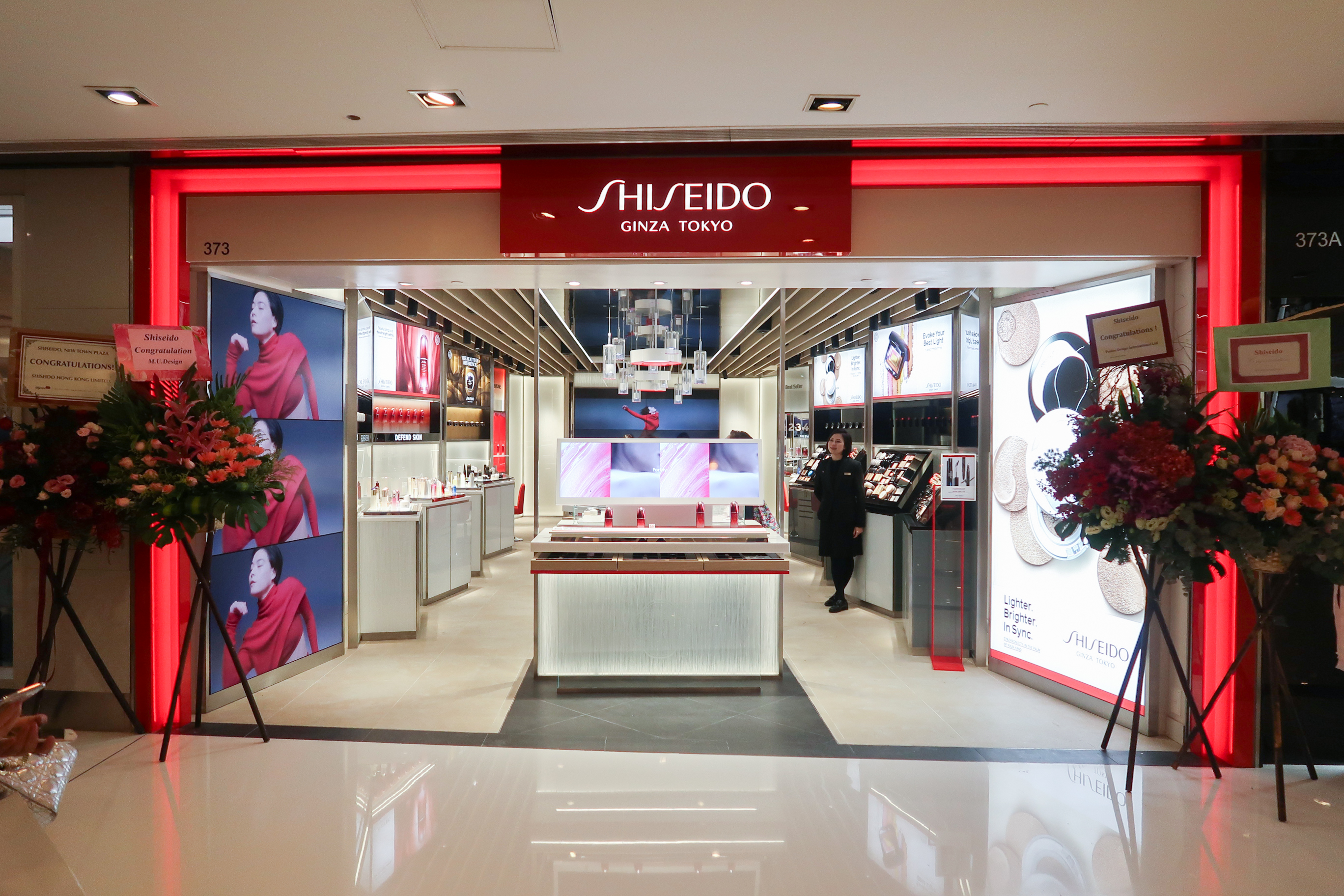
資生堂香港店

- 1872年（明治5年）9月17日：海軍病院薬局長を辞職した福原有信が海軍軍医大監の矢野義徹と医師の前田清則とともに「三精社」を興し、日本初の洋風調剤薬局として東京・銀座（出雲町）に「資生堂薬局」創業。[6][7]
- 1880年（明治13年）：育毛剤の販売開始。
- 1888年（明治21年）：日本初の練歯磨「福原衛生歯磨石鹸」発売。
- 1897年（明治30年）：化粧品業界へ進出、高等化粧水「オイデルミン」発売。
- 1902年（明治35年）：東京・銀座の資生堂薬局内に、日本ではじめてソーダ水・アイスクリームの製造と販売を行う「ソーダ・ファウンテン」を開設、後に資生堂パーラーに発展。
- 1915年（大正4年）：商標「花椿」制定。同年、養毛剤「フローリン」を発売[8]。
- 1916年（大正5年）：東京・銀座（竹川町）に化粧品部を開店。
- 1917年（大正6年）：「七色粉白粉」発売。日本人により制作された最初の本格的香水「花椿」発売。
- 1918年（大正7年）：「資生堂コールドクリーム」発売。
- 1919年（大正8年）：大阪・心斎橋に支店開設。現存する日本で最古の画廊である資生堂ギャラリー開設。
- 1921年（大正10年）：「資生堂五大主義」制定。
- 1922年（大正11年）：三科「美容科」「美髪科」「子供服科」開設、美髪科主任として米国よりヘレン・グロスマンを招く。
- 1923年（大正12年）：関東大震災で煉瓦造り3階建ての薬品部と化粧品部の建物（現在：資生堂ザ・ギンザの場所）が倒壊。チェインストア制度採用。
- 1924年（大正13年）：愛用者向け文化情報誌「資生堂月報」創刊。
- 1926年（大正15年）1月31日：銀座を襲った黒色青年連盟の暴徒によりショーウィンドウを破壊される[9]。
- 1927年（昭和2年）：株式会社資生堂設立。欧文ロゴタイプ確立。
- 1928年（昭和3年）
  - 5月18日：化粧品部の建物が落成。
  - 7月3日：「資生堂パーラー」が営業開始。
- 1931年（昭和6年）：東南アジア向けに「ローズ化粧品」輸出。初の本格的海外展開。
- 1932年（昭和7年）：「ドリュウ（ドルックス）化粧品」発売。
- 1934年（昭和9年）：銀座の化粧品部に資生堂美容室開店。髙島屋、神戸大丸にて当時銀座にさえなかった百貨店を舞台に華麗なキャンペーン実施。
- 1937年（昭和12年）：企業文化誌『花椿』創刊。
- 1939年（昭和14年）：資生堂化学研究所設立。
- 1940年（昭和15年）：中国向けに香水を量産し日本を代表する高級輸出品となる。
- 1943年（昭和18年）2月15日：銀座の美容室が決戦下にふさわしくないとして廃止。電髪器など金属類は献納された[10]。
- 1949年（昭和24年）：東京証券取引所市場第一部に上場。
- 1953年（昭和28年）：資生堂美容研究所開設。
- 1956年（昭和31年）：東京・渋谷の東急文化会館に総合美容サロン1号店オープン。
- 1959年（昭和34年）：「資生堂美容技術専門学校（現在：学校法人資生堂学園）」創設、数多くのヘアメイクアーティスト、メイクアップアーティストを輩出。
- 1972年（昭和47年）9月17日：創業100年（1世紀）。その記念ブランドとして男性用化粧品ロードス発売。
- 1980年（昭和55年）：フランスの「ピエール ファーブル社」との合弁会社「シセイドウ フランス」をパリに設立。
- 1983年（昭和58年）：中国（北京市）でシャンプー、リンスの生産開始（輸入販売の開始は1981年）。
- 1985年（昭和60年）：ビューティサイエンス研究所発足。
- 1986年（昭和61年）：スキンケアブランド「アベンヌ」販売のため、ピエール ファーブル社との合弁企業・株式会社ピエール ファーブルジャポンを東京・赤坂に設立。エステティックサロン専用のスキンケアブランド「カリタ」を買収。
- 1987年（昭和62年）：資生堂薬品株式会社を設立。
- 1988年（昭和63年）：一般用医薬品事業に参入。ヘアサロン専用ブランド米国パーマ剤トップメーカー「ゾートス社」を買収。
- 1989年（平成元年）10月1日：ハーバード大学と共同でマサチューセッツ総合病院内に『ハーバード大学皮膚科学研究所』を設立（研究陣にはハーバード医科大学を中心に生物学、免疫学、細胞学、分子生物学など多岐にわたる先端科学者を世界から招聘）[11]。
- 1991年（平成3年）：資生堂として初めてのエステティックブランド「Qi」を開発し、エステティック事業へ参入。
- 1993年（平成5年）：医療用医薬品事業に参入（オペリード[注釈 1]、カサール[注釈 2]）。
- 1997年（平成9年）
  - 化粧水「オイデルミン」の発売100周年、新しいデザインの製品を発売。
  - 「ヘレンカーチスジャパン」のサロン事業部門を買収、株式会社ジェニックに社名変更。
- 1998年（平成10年）
  - 滝川株式会社から営業権を買収。
  - 資生堂サロン事業プロダクトの販売会社として、資生堂ビューティーカンパニー株式会社を設立。
- 1999年（平成11年）：ブリストル・マイヤーズ スクイブ クレイロール事業部サロン事業買収。
- 2000年（平成12年）：世界のスパブランド「デクレオール」を買収。
- 2001年（平成13年）：東京銀座資生堂ビル完成。
- 2002年（平成14年）：バリ島・ウブドに世界最大級のリゾートスパ「キラーナ スパ」をオープン。
- 2003年（平成15年）：本社機能の大部分を同年竣工した汐留タワーに移転。
- 2004年（平成16年）
  - 国連グローバル・コンパクトへの参加。
  - 資生堂ビューティーカンパニーとジェニックの2社が合併し、資生堂プロフェッショナル株式会社を設立。タイに合弁会社「資生堂プロフェッショナル タイランド」を設立。
- 2005年（平成17年）
  - 新しいコーポレートメッセージ「一瞬も 一生も 美しく」を策定。
  - 資生堂プロフェッショナルが「カリタ」の国内営業を開始。
- 2006年（平成18年）
  - 企業内大学「エコール資生堂」創設。
  - 「誰もが生きいきと働くことができる職場づくり」を目指して、知的障害者を中心とした特例子会社・花椿ファクトリー株式会社を設立。
- 2007年（平成19年）：女性の更年期障害の「ホルモン補充療法（HRT）」用治療薬で、日本で初めて承認された『肌にぬるジェル状のエストラジオール外用ゲル剤 「ル・エストロジェル」』を共同事業契約に基づきバイエル薬品が発売。「特定非営利活動法人 女性の健康とメノポーズを考える会」[15] から製品発売案内[16]。
- 2008年（平成20年）：資生堂ビジネスソリューション株式会社を設立。上海に「資生堂中国研修センター」を開設。
- 2009年（平成21年）：環境省の「エコファースト制度」に認定。
- 2009年（平成21年）：アゼルバイジャンで販売開始。ギリシャで合弁契約を締結。ベトナムの100%出資子会社「資生堂コスメティクス ベトナム」が営業開始。スイスにて100%出資の販売会社による営業開始。中国で薬局向け新ブランド「DQ（ディーキュー）」（スキンケア製品）発売。「資生堂ライフクオリティー ビューティープログラム」が企業フィランソロピー特別賞「美は心とともに賞」を受賞。
- 2010年（平成22年）：ベトナム工場竣工。米国の自然派化粧品会社「ベアエッセンシャル社」を買収。中国で高級ヘアサロン向けヘア製品を販売開始し「プロフェッショナル事業」を本格展開。「資生堂 椿の森」[注釈 3] のCO2吸収量が認証される。
- 2011年（平成23年）：4月1日から全事業所で禁煙を実施[17]。
- 2012年（平成24年）：公式Webサイトの一部を「watashi+（ワタシプラス）」と改称、自社製品のオンライン販売を開始。
- 2013年（平成25年）10月2日：本社新社屋「資生堂銀座ビル」オープン。
- 2014年（平成26年）：「カリタ」、「デクレオール」ブランドをフランスのロレアルに売却[18]。競泳・水球、体操、バレーボール・ビーチバレーボール日本代表チームのオフィシャルスポンサーになる。
- 2015年（平成27年）
  - 4月27日：コーポレートロゴを変更。
  - 10月1日：日本国内における化粧品事業を資生堂販売株式会社に会社分割するとともに、同社の商号を資生堂ジャパン株式会社に変更。
- 2016年（平成28年）：ガーウィッチプロダクツ社を買収。「DOLCE&GABBANA」とライセンス契約。台湾資生堂新竹工場竣工。
- 2017年（平成29年）：資生堂表情プロジェクトスタート。保育事業に関する合弁会社「KODOMOLOGY株式会社」設立。
- 2019年（令和元年）：日本時間の10月8日、スキンケアブランド「Drunk Elephant」を所有するDrunk Elephant Holdings, LLCの買収を発表[19]。日本時間の11月7日に買収完了[20]。
- 2021年（令和3年）
  - 2月3日：「TSUBAKI」「SENKA」「uno（化粧品）」などのマス市場向けブランドを、英国CVC キャピタル・パートナーズが出資するOriental Beauty Holding（以下OBH社）へ売却すると発表。尚、資生堂はOBH社の株式の35%を保有し続ける予定[21]。
  - 4月28日：2016年に結んだ「DOLCE&GABBANA」とのライセンス契約の解消を発表。商標権の減損による約350億円の特別損失を見込む[22]。
  - 7月1日 - マス市場向けブランドを、株式会社ファイントゥデイ資生堂（現在：ファイントゥデイ）へ譲渡[21][23]。
- 2022年（令和4年）
  - 1月1日：資生堂意匠部をルーツとする資生堂本社のクリエイティブ部門を、新たな別会社として資生堂クリエイティブ株式会社を100パーセント出資会社として設立[24]。
  - 7月1日：「SHISEIDO PROFESSIONAL」などのヘアサロン向け業務用事業を資生堂プロフェッショナル株式会社へ会社分割で譲渡し、資生堂プロフェッショナル株式の80%をヘンケルのオランダ法人であるHenkel Nederland B.V.へ譲渡する予定[25][26]。
  - 9月17日：創業150周年。
- 2024年（令和6年）：指名委員会等設置会社へ移行[27]。

### 歴代経営者
| 代数   | 氏名       | 在任期間        | 出身校                                                 |
| ------ | ---------- | --------------- | ------------------------------------------------------ |
| 創業者 | 福原有信   |                 | 幕府医学所（現在：東京大学医学部）                     |
| 初代   | 福原信三   | 1915年 - 1940年 | コロンビア大学薬学部                                   |
| 第2代  | 松本昇     | 1940年 - 1954年 | ニューヨーク大学                                       |
| 第3代  | 伊与田光男 | 1954年 - 1959年 | 東京帝国大学理学部（現在：東京大学）                   |
| 第4代  | 伊藤隆男   | 1959年 - 1964年 |                                                        |
| 第5代  | 森治樹     | 1964年 - 1967年 | 神戸高等商業学校（現在：神戸大学）                     |
| 第6代  | 岡内英夫   | 1967年 - 1975年 | 高松高等商業学校（現在：香川大学）                     |
| 第7代  | 福原信和   | 1975年 - 1978年 | デューク大学                                           |
| 第8代  | 山本吉兵衛 | 1978年 - 1984年 | 大阪市立扇町商業学校（現在：大阪市立扇町総合高等学校） |
| 第9代  | 大野良雄   | 1984年 - 1987年 | 京華商業高等学校                                       |
| 第10代 | 福原義春   | 1987年 - 1997年 | 慶應義塾大学経済学部                                   |
| 第11代 | 弦間明     | 1997年 - 2001年 | 早稲田大学商学部                                       |
| 第12代 | 池田守男   | 2001年 - 2005年 | 東京神学大学神学部                                     |
| 第13代 | 前田新造   | 2005年 - 2011年 | 慶應義塾大学文学部                                     |
| 第14代 | 末川久幸   | 2011年 - 2013年 | 国際商科大学商学部（現在：東京国際大学）               |
| 第15代 | 前田新造   | 2013年 - 2014年 | 慶應義塾大学文学部                                     |
| 第16代 | 魚谷雅彦   | 2014年 - 2022年 | 同志社大学文学部、コロンビア大学経営大学院             |
| 第17代 | 藤原憲太郎 | 2023年 - 現職   | 香川大学大学院                                         |

## 主なブランド
アルファベット順。公式HPの取扱いブランド一覧も参照。
- Actea heart（アクテアハート）
- ANESSA（アネッサ）：サンケア商品
- AUSLESE（アウスレーゼ）：男性用

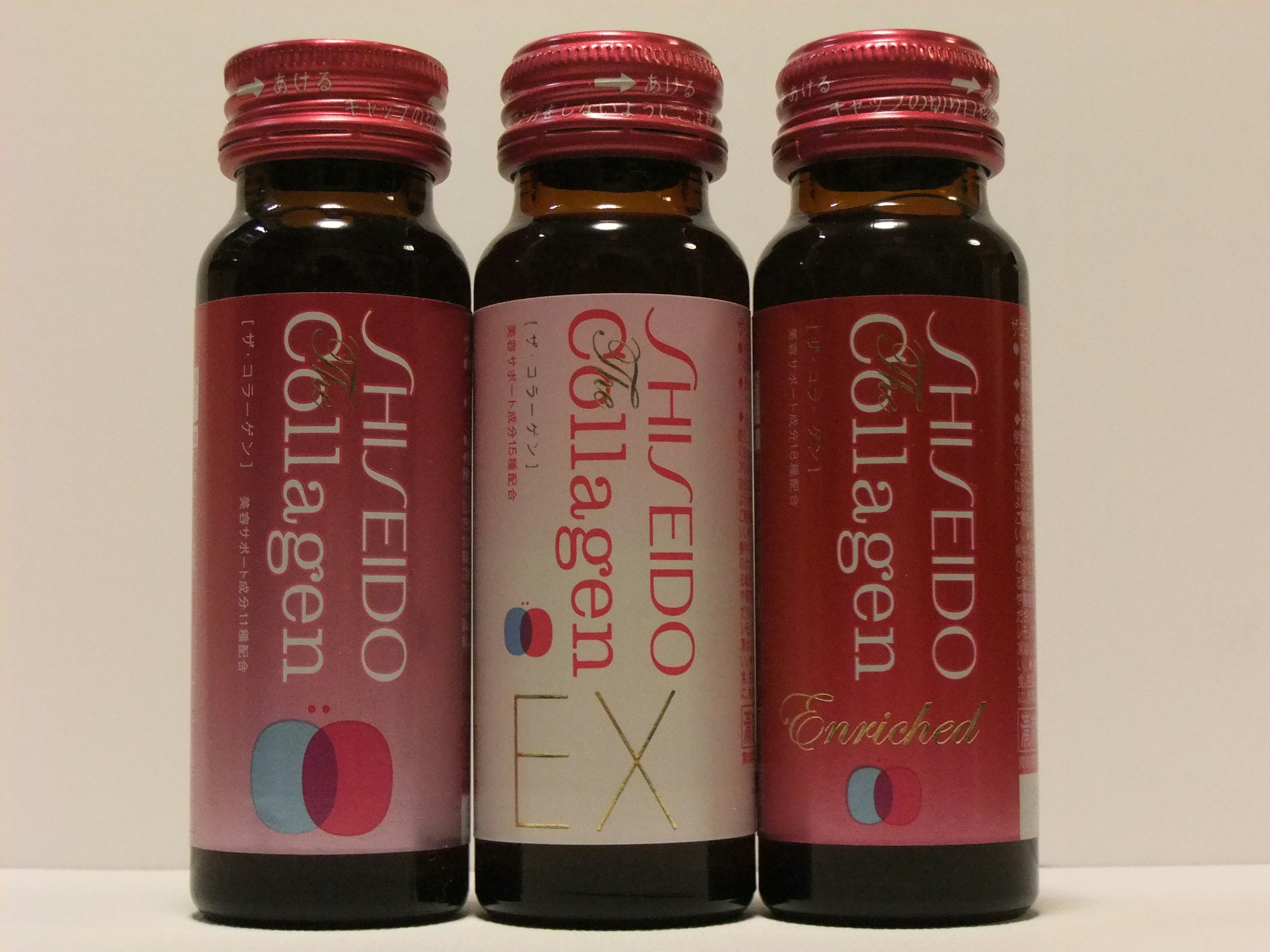
SHISEIDO Collagen 3タイプ

- AQUALABEL（アクアレーベル）：メガブランド第3弾
- BEAUTY VOLTAGE（ビューティーボルテージ）：略称はBTV
- BENEFIQUE（ベネフィーク）：専門店専用。略称はBQ
- BRAVAS（ブラバス）：男性用
- CHIFFONETTE（シフォネット）：メーキャップブランド。かつてのCMキャラクターは、山口小夜子（1973年）、真行寺君枝（1976年）らが務めた。
- clé de peau BEAUTÉ（クレ・ド・ポー ボーテ）：最高級ライン。略称はCPB
- clé de peau BEAUTÉ synergique（クレ・ド・ポー ボーテ シネルジック）：CPBよりさらに高級なスキンケアライン
- d Program（ディー・プログラム）：敏感肌向け基礎化粧品。略称はDP
- de Luxe（ドルックス）：初代は1932年発売の超ロングセラー
- ELIXIR（エリクシール、略称はEI）/ UV WHITE（ユーヴィーホワイト、略称はUVW）
- ELIXIR PRIOR（エリクシール プリオール）：シニア向けのスキンケアブランド
- ELIXIR SUPERIEUR（エリクシール シュペリエル）：メガブランド第6弾 略称はEIS
- ELIXIR WHITE（エリクシール ホワイト）：2010年2月21日発売のエリクシールの美白ライン
- EUDERMIN（オイデルミン）：初代は1897年発売。発売100周年記念として、1997年に新しいデザインの製品発売
- HAKU（ハク）：美白化粧品。略称はHK
- IN&ON（インアンドオン）：美容食品（サプリメント）とスキンケア化粧品を配置した、内外美容ブランド
- INOUI（インウイ）：高級メーキャップブランド。アイライナーが人気
- INTEGRATE/INTEGRATE GRACY（インテグレート/インテグレート グレイシィ）：メガブランド第5弾
- KIRYO（キリョウ）
- LORDES（ロードス）：男性用
- MAJOLICA MAJORCA（マジョリカ マジョルカ）：若年層向けメーキャップブランド
- MAQuillAGE（マキアージュ）：メガブランド第1弾 トータルメーキャップブランド。略称はMQ
- MG5（エムジーファイブ）：男性用。団時朗や草刈正雄らで知られるCMキャラクターについては、MG5#広告・CMなどを参照。
- Paradigm（パラディム）：男性用
- PRIOR（プリオール）：シニア女性向け総合ブランド
- qiora（キオラ）：専門店専用。略称はQR
- REVITAL（リバイタル ）：略称はRE
- REVITAL GRANAS（リバイタル グラナス）：2008年10月21日に誕生した新ブランド
- SHISEIDO（シセイドウ）：グローバルブランド。メーキャップやスキンケアなど複数のラインがあり、日本を含む世界約80か国で販売されている。日本では百貨店専用
- SHISEIDO MEN（シセイドウ メン）：男性用。グローバルSHISEIDOブランドのひとつ
- SINOADORE（シノアドア）：基礎化粧品。略称はSND
- SUPER MILD（スーパーマイルド）：1988年から発売されているヘアケアブランド
- TACTICS（タクティクス）：男性用
- The Makeup（ザ・メーキャップ）：百貨店専用。略称はSTM
- VINTAGE（ヴィンテージ）：男性用
- ZEN（禅）：東京オリンピック開催の1964年に輸出向けとして発売開始。
- &FACE（アンドフェイス）

2000年代に入り、100以上に増えすぎてしまったブランドを整理・統合し、新ブランドなどに集約・特化する「メガブランド構想」を打ち出し大再編に踏み切ったが、一時的な混乱が生じた。低価格品や普及品分野においては「SHISEIDO」を冠さない方針により、エフティ資生堂の商品は「資生堂」の文字が外され「FT」としたが、すぐに復活した。コスメニティ事業では「FITIT」と名乗ったがどちらも浸透せず、ブランド価値が分散する結果になった。組織をブランド単位に分割する施策は縦割りの弊害を招き、元に戻された。
なお、子会社であった大阪資生堂は、製品表記を「資生堂」のみに一本化させる目的で会社が消滅、現在は同社の大阪工場となっている。
TSUBAKI、unoなどの一部製品は、2021年7月1日付でファイントゥデイ資生堂（→ファイントゥデイ）へ譲渡された。

## 以前あったブランド

### 女性用化粧品
EVENESE DR（イブニーズDR）
資生堂インターナショナルのd programの前身となる敏感肌向けスキンケアブランド。縮小が進んでいる。
TAPHY（タフィ、略称はTA）
BEAUTY VOLTAGEの前身となるスキンケアブランド。
TAPHY MILD（タフィマイルド、略称はTAM）
TAPHYと同時に展開する敏感肌向けライン。EVENESE DRとコンセプトが似ている。
OPTUNE（オプチューン）
TAPHYの前身となるスキンケアブランド。
プルミエ
OPTUNEの前身となるスキンケアブランド。CMキャラクターはWinkで、自身の曲も使用された。
PORCELIA（ポーセリア）
CMキャラクターは薬師丸ひろ子で、自身の曲も使用された。
TISS（ティス）
CMキャラクターはPUFFYで、自身の曲も使用された。
ff（フフ）
ffのCMキャラクターは観月ありさ。
SELFIT
ff（フフ）と共にINTEGRATEおよびINTEGRATE GRACYの前身となる、セルフメーキャップブランド。
INOUI ID（インウイ アイディー）
一部の百貨店で専用カウンターを設けて発売していた。
PN（ピエヌ、略称もPN）/ PROUDIA（プラウディア）
いずれも2005年にMAQuillAGE（マキアージュ）へ統合。
RECIENTE（レシェンテ）
PN（ピエヌ）の前身となるメーキャップブランド。
PARKY JEAN（パーキー･ジーン）
メーキャップ・ブランド。パーキージーン ラピス、FSPを経てMAJORICA MAJORCAへ至る。
WHITIA（ホワイティア）
アクアレーベルの「青の美白ライン」の前身となるセルフスキンケアブランド。
ASPLIR（アスプリール）
アクアレーベルの「赤の保湿ライン」の前身となるセルフスキンケアブランド。
nouve（ヌーヴ）
若年層向けポイントメーキャップブランド。コンビニ展開もなされたが末期はC/O、化粧惑星の発売によりネイルカラーのみの展開となった。
S（エス）
資生堂初の百貨店専用ブランド。百貨店専用ブランドだが、資生堂インターナショナルではなく資生堂からの発売だった。
ナツコ
夏用メーキャップブランド。CMキャラクターは小野みゆき。CMソングはツイストの「燃えろいい女」。
サンフレア
夏用メーキャップブランド。CMソングはラッツ&スターの「め組のひと」。
サファイアンクール
夏用スキンケアブランド。
NOMBRE NOIR（ノンブルノアール）
資生堂の高級香水の1つ。原料（特に天然動物性香料）の調達難航のため、製造が中止された。
SUN OIL（サンオイル）
CMキャラクターは前田美波里と団次郎、他。
Neue（ノイエ）
ヘアケアブランド。CMキャラクターは第1期は江角マキコ、第2期はGackt。
バスボン ヘアコロン
シャンプー、リンス。パッケージ上の商品名は「恋コロン髪にもコロンヘアコロンシャンプー（リンス）」。
しなやか恋コロン
ヘアコロンコンディショニング。シャンプー＆リンス。パッケージ上の商品名は「恋コロン しなやかコロン ヘアコロン シャンプー」。CMキャラクターは山瀬まみ。他にも若い女性6人がコーラス隊として、白のブラウスに黒のスカート着用のまま、シャンプーをして髪全体を白く泡立てながら「しなやか 恋コロン」と歌っていた。
TESSERA（ティセラ）
バスボン ヘアコロンの後継商品。
ekubo（エクボ）
ニキビケア用薬用化粧品（製造販売元：資生堂ホネケーキ工業）。CMキャラクターは山田由紀子、原田知世ら。
枝毛コート
キューティークロストリートメントコート、鶴田真由らがCMキャラクターを務めたキューティクルコートなどと共にヒットした、スタイリングケア・枝毛コート剤。
BX（ビーエックス）
それまで無かった日中用（デー）と夜用（ナイト）というコンセプトが受け入れられてヒットした。
サイモンピュア
スキンケアブランド。
沙棗（SASO）
パルファムなどのフレグランス製品が主だが、ヘアケア製品やソープもあった。
She's（シーズ）
クレンジングウォッシュ、洗顔フォーム。CMキャラクターは古村比呂、90年代から越智静香、安田成美、菊池桃子、夏川結衣、菅野美穂らが務めた。
NATURALS（ナチュラルズ）
無添加自然素材使用のスキンケアブランド。
キャンディトーン 口紅
1961年、初のキャンペーンとなる「’61キャンディトーン」を展開した。流行色を取り入れた7色の口紅。この61年CMには、北沢典子・真鍋賀子・滝瑛子・馬渕晴子ら4人が出演。また翌1962年には、10代向けの「ティーンズ化粧品」が発売され、CMキャラクターは吉永小百合。

### 男性用化粧品
GERAID（ジェレイド）
1996年発売。ワックスなどの整髪料が中心。2005年にunoに統合され、ラインナップ縮小が進んでいる（一部商品は存続）。最盛期には男性用ファンデーションやアイブロー、接着剤のボンドそっくりの形をしたヘアワックスなどを販売しており、当時無香料・シンプル・モノクロカラーを押し出していたunoとは正反対の奇抜な製品が多かった。CMキャラクターは、堂本剛やウルフルズなど。
LORDOS NEUES（ロードスノイエス）
1992年発売。パッケージデザインはジョルジェット･ジウジアーロが手がけ、資生堂の男性用化粧品の中では最高価格のバブル景気末期らしい商品であった。3種類の香りのパヒュームコロンと10種類の無香料基礎化粧品（スキンケア・ヘアケア）からなるラインナップであり、現行のSHISEIDO MENよりも更に高い価格設定（3000円 - 15000円）であった。2008年3月をもってSHISEIDO MENに移行する形で全商品生産終了。事実上のブランド閉鎖となった。同じく男性用のLORDOSとブランド名が類似するが、こちらは全種類に香料が含まれていることや、パッケージのデザイン、ラインナップの差異、容器の形状などが異なることから完全に別のブランドである。そのLORDOSは、1972年に資生堂創業100周年を記念して発売された。現在も生産されているロングセラー商品である。
TECH21（テック21）
1985年発売。資生堂商事（現在：エフティ資生堂）からの発売。平忠彦を起用したCMで大きな話題に（後述）。
wing（ウィング）
1989年発売。コンビニエンスストア専用ブランド。初期のCMキャラクターは柳葉敏郎。現在コンビニ向け販売は、unoが引き継いでいる。
GEAR（ギア）
1986年発売。若者向け男性化粧品。特徴的な製品としては男性用では珍しい剥がすパックやムースを体に塗布するとパチパチと弾けるソーダコロンなどをラインナップしていた。CMキャラクターに陣内孝則を起用し話題になった。サウンドロゴは「ガッガッガッとギア」。「男のギア」との表示もある。
Rupo（ルポ）
1988年発売。若者向け男性化粧品。上條淳士のイラストレーションが広告に使われた。
ZEPHYR（ゼファ）
1989年発売。CMキャラクターは時任三郎。
Aleph（アレフ）
1995年発売。若者向け男性化粧品。後継商品はuno。
TRENDY（トレンディ）
1988年発売。資生堂商事からの発売。CMキャラクターはBARBEE BOYS。
MG5 GALAC（エムジーファイブ・ギャラック）
MG5からの派生ブランド。容器のデザインがMG5の円筒状に対し、角柱状のボトルであった。1980年代に廃止。
BECAUSE（ビコーズ）
1984年発売。当時の新しい乳化技術である「非水ゲル乳化」をスキンケアラインに使用し、CMでも謳っていた。アロマコロジーを応用したオーデコロンの「サイキーコロン」は、落ち着いた香りの「静」（クール）・セクシーな香りの「誘」（エスコート）、スパイシーな香りの「喝」（リフレッシュ）の3種類があった。CMキャラクターは石原裕次郎や小林薫。
neue MEN'S（ノイエメンズ）
CMキャラクターはGacktで、自身の曲も使用された。
薬用育毛エッセンス
ミニササニシキエキスを配合したエッセンスタイプの育毛剤。薬用不老林（初期）と併用する。
薬用育毛トニック
スプレータイプの育毛剤。フロンガス規制により販売終了。
BOLTY（ボルティ）
ヘアワックスやムース等の男性用整髪剤ブランド。2000年代初期に販売終了。

### その他
BASALA（バサラ）
1993年にフランス資生堂（資生堂インターナショナルフランス）から発売され、スキンケアとヘアケア、バスライン、オードトワレ（香水）をラインナップしていた。TACTICS（タクティクス）同様に世界展開したブランドだが、BASALAは日本未発売のまま販売が終了した。

#### 洗濯用洗剤
ミラクル
1960年代に発売されていた。ザ・ピーナッツによるCMソングも作成されていた。
ホワイトアップ
塩素系漂白剤。
イェス
1980年代に発売されていた、柔軟剤入り液体洗剤。
現在は洗濯用洗剤事業から撤退。

#### 歯磨
パール歯磨

エコー歯磨

MEDIC（メディック）
1980年代に展開していた歯磨剤ブランド。ヒノキチオール配合。
On-air＆On-wave（オンエアー・オンウェーブ）
1980年代に展開していた歯ブラシ・歯磨剤・洗口液ブランド。仲村トオルを起用したCMも話題になった。
現在は歯磨事業から撤退。

#### 清涼飲料水
DRINK PORT
1980年代 - 1990年代初期に展開していた清涼飲料水ブランド。化粧品店等の店頭に自動販売機が設置してあった。
現在は清涼飲料水部門から撤退。

#### 生理用品
ナプロン
資生堂が最初に発売した生理用品（ナプキン）。
センターイン
ミュウ/メッシュ
センターインの前身。
ランジェリーシート
おりもの専用シート。後にセンターインにブランド編入。
現在は生理用品事業から撤退。ユニ・チャームに譲渡。

#### 育児用品
ピンポンパンツ
赤ちゃんの成長に合わせた設計の紙おむつ。

## 資生堂グループ
- 資生堂ジャパン：日本国内における化粧品事業を行う。
- 資生堂パーラー：銀座を本店とする洋食・喫茶・高級洋菓子の老舗（1902年から）。
- 資生堂薬品：資生堂の一般用医薬品や医薬部外品を製造する部門。医薬部外品は掛川工場で製造しているが、飲み薬はゼリア新薬に製造を委託。
- 資生堂美容室
- 資生堂フィティット：コスメニティ部門。旧資生堂コスメニティ。セルフ化粧品など一部の商品の発売元。
- 資生堂ビューティーフーズ：資生堂の美容食品や健康食品、美容飲料を製造販売する部門。
- 資生堂アメニティグッズ：主に旅館やスポーツクラブなどで利用される業務用化粧品を製造販売すると共に、ノベルティなども製造。
- 資生堂プロフェッショナル：主に美容室やエステティックなど、プロ専用の化粧品を製造販売すると共に、経営者向けのセミナーなどを実施。
- 資生堂情報ネットワーク：主に店頭で使われるスキンビジオムやフォーカス、コーナーポスの保守を行う。
- 資生堂アステック：主に資生堂の従業員の福利厚生を管理。資生堂内では「管理部」とも呼ばれる。
- 資生堂ランニングクラブ
- 資生堂ホネケーキ工業：主にせっけんを製造。
- 資生堂医理科テクノロジー
- 学校法人資生堂学園：資生堂美容技術専門学校
- 公益財団法人資生堂社会福祉事業財団
- 株式会社イプサ：別会社化した化粧品会社。アウト・オブ・シセイドーとよばれる。
- 株式会社ディシラ：同上
- 株式会社エテュセ：同上
- 株式会社アクス：同上。発売ブランドはフリーソウルピカデリー、キリョウ。

### 過去のグループ企業
- 資生堂開発：2008年に日本管財株式会社への株式譲渡を行いNSコーポレーションに社名を変更。現在の出資比率は10%。資生堂の不動産機能を請け負っている。
- 資生堂リース：2008年1月に東京リース（現在：東京センチュリーリース）へ譲渡。現在は「エス･ディー･エル株式会社」に社名を変更。現在の出資比率は10%。
- 資生堂物流サービス：2007年4月1日付けで日立物流（現在：ロジスティード）へ譲渡。日立物流コラボネクスト株式会社（現在：ロジスティードコラボネクスト）に社名を変更し、ロジスティードの子会社として資生堂の物流機能を請け負っている。
- オービット：コンビニ専用ブランドの化粧惑星などを販売していた。2012年4月、資生堂フィティットに吸収合併され消滅。
- 株式会社アユーラ ラボラトリーズ：2015年8月31日付でアインファーマシーズ（現在：アインホールディングス）へ譲渡。
- エフティ資生堂：トイレタリー事業。資生堂ファイントイレタリー（旧資生堂商事）を吸収合併し、トイレタリー製品専門会社となった。のち2021年7月に「ファイントゥデイ資生堂」に移管。2023年1月1日付を以って法人名が「ファイントゥデイ」に改称され、資生堂グループとの資本関係が事実上解消された。

## テレビ番組
- 日経スペシャル ガイアの夜明け 隣国からのビジネス戦士 〜日本と韓国の現場〜（2002年12月1日、テレビ東京）[30]
- 日経スペシャル カンブリア宮殿 「美と日本経済」（2006年6月12日、テレビ東京）：資生堂 名誉会長 福原義春出演[31]。

## 販売推進・広告活動

### コラボレーション
2016年に、ももいろクローバーZのアルバム『AMARANTHUS』・『白金の夜明け』のジャケットにおいて、資生堂unoチームがヘア＆メークディレクションを行った。

### ポータルサイト
2014年ににおいの悩みを解決するための『デオ研（デオドラント研究所）』を開設した（2019年現在閉鎖）。

### 提供クレジット
一社提供の場合、提供クレジットに「提供」と付かず、単に「SHISEIDO」もしくはCIマークのみ表示する場合が多い（複数社提供の場合でも用いられた）。2016年ごろから「CI→SHISEIDOロゴ」のアニメーションが流れ、"SHISEIDO GINZA TOKYO"と英語の音声が付くようになった。
かつてのクレジットの文言は「東京 銀座 資生堂」だった。90年代初期には「ヒトを彩るサイエンス SHISEIDO」というクレジットも存在した。

### 特別番組
- 2006年8月28日21:00にTBS（毎日放送制作）でCMづくりにかける製作者たちの2時間ドラマ「メッセージ〜伝説のCMディレクター・杉山登志〜」が放送されたが、資生堂の単独提供で、内容も資生堂のCM作りにかけた男たちの物語だった。CMのCMキャンペーンの一環でもあり（放送直前にCMの60秒バージョンが放送されている）資生堂とCMの関係の強さを表していた。この放送でのクレジットは「一瞬も、一生も、美しく SHISEIDO」で、これはこの番組を制作した毎日放送が同様に制作している「皇室アルバム」におけるスポンサースローガンと同じである（資生堂は現在の「皇室アルバム」のスポンサーでもある。東京のTBSでも資生堂一社提供であったが、2009年4月時点では提供を降りている）。

### スポンサー番組
※印は子会社のエフティ資生堂（旧資生堂ファイントイレタリー）の提供番組。
太字はベネフィークの提供番組。

#### テレビ
- 日本テレビ
  - おしゃれクリップ：一社提供。
- TBS
  - この差って何ですか?：2020年9月まで提供していたが降板。番組も2021年3月に終了した[注釈 4]。
- フジテレビ
  - めざましどようび：2020年9月26日で提供を降板[注釈 5]。
- テレビ朝日
  - 資生堂 レディスオープン
  - 世界フィギュアスケート国別対抗戦：2017年より奇数年の4月に開催。協賛スポンサーでもある。なお、2023年大会はスポンサーではなかった。理由は不明。
  - サタデーステーション：2017年の番組スタート以来提供していたが2020年9月27日で提供を降板[注釈 6][注釈 7][注釈 8]。
  - 相葉マナブ：2015年4月5日から提供開始したが2018年9月30日で提供を降板[注釈 9]。
  - 月曜19:00 - 21:48内特番の20時台 - 2018年10月1日より提供開始。2020年9月28日で提供を降板[注釈 10][注釈 11]。
- テレビ東京
  - ドラマBiz：60秒、uno名義で提供。2020年6月の番組終了に伴い提供も降板。
- BS朝日
  - 才色健美 〜強く、そして美しく〜 with Number：一社提供。
- BSテレ東
  - ファッション通信：一社提供。かつてはテレビ東京系列で放送していた。

#### ラジオ
- 現在はなし。

### かつて提供した番組

#### テレビ
- 日本テレビ
  - 11PM
  - 光子の窓
  - スタジオNo.1
  - あなたとよしえ
  - ママちょっと来て（途中から）
  - ホラ、しあわせが
  - 資生堂青春アワー
  - 資生堂・サンデーヒットパレード
  - おしゃれ
  - オシャレ30･30
  - おしゃれカンケイ：1999年7月4日に野村沙知代がゲストの回は「商品イメージにそぐわない」としてこの回のみ提供を降板している[33]。
  - おしゃれイズム
  - 三枝成章の気まぐれ
  - 2×3が六輔
  - スター誕生!：1973年10月のシャンソン化粧品に代わり新規提供から1983年9月の放送終了時まで提供。末期（坂本九時代・やすし・きよし時代）は当時人気を得ていた洗顔料ブランドの「エクボ」として表記。番組性質上、CMは「バスボン」シリーズを優先的に放映。
  - クローズアップNOW
  - 太陽にほえろ!
  - 金曜劇場
  - もっとあぶない刑事
  - 刑事貴族
  - 土曜22時台の番組 ※：夜もヒッパレ一生けんめい。→THE夜もヒッパレ→電波少年に毛が生えた 最後の聖戦→雲と波と少年と→エンタの神様（波田陽区に『おしゃれカンケイ』を「汚れカンケイ斬り!!」と斬られた事に対し、上層部が反発したため降板）
  - ズームイン!!SUPER ※（「エンタの神様」から移動、現在は事業再編で資生堂のみ）
- TBS
  - TBS木曜8時枠の連続ドラマ
  - 月曜ドラマスペシャル[注釈 12]
    - 恋はミステリー劇場→水曜ドラマスペシャル

  - TBS月曜9時枠の連続ドラマ
  - クイズ悪魔のささやき ※
  - 筋肉番付
  - どうぶつ奇想天外! ※：日曜移動後、途中降板。
  - ちちんぷいぷい（毎日放送制作）：2009年4月期に限り、16時台の提供（関東のみ）。
  - 皇室アルバム（毎日放送制作、一部地域のみ）。
  - 金曜ドラマ ※（現在は事業再編で資生堂のみ）：この番組の唯一の最古参スポンサー
2010年4月 - 9月一時同枠での提供を降板し、スポットや単発特番にCM出稿を廻していたが、2010年10月から提供に復帰。しかし、2011年3月をもって再降板。現在はスポット中心[注釈 13]。
  - hito 今を生きるあなたへ：一社提供。
  - あさチャン!
- フジテレビ
  - 花椿ショウ 東は東
  - 花椿ショウ スターの広場
  - 夜のヒットスタジオ：1969年4月から1990年10月の放送終了時まで提供。
  - サザエさん：東芝一社提供の時代にヒッチハイクCMを流していたが、提供の表示は無かった。
  - ゴールデン洋画劇場
  - 小川宏ショー
  - スポーツワイド プロ野球ニュース：1994年3月まで、前半部分のみ提供。番組性質上、男性化粧品に特化しており、特に1988年ごろまでは宍戸錠による番組オリジナルのインフォマーシャル「ナイトイニング」が放送されていた。
  - ニュースJAPAN：隔日、第1部または番組内に内包されている『プロ野球ニュース』の前半部分に提供。番組性質上、男性化粧品に特化している。
  - チョット待った!!
  - 運命GAME
  - 金曜23時枠
    - ヒットパレード90's→G-STAGE→うれしたのし大好き

  - フジテレビ水曜10時枠の連続ドラマ
  - 水曜劇場：火9へ移行。
  - 恋愛地球旅行 あいのり
  - オナジソラノシタ：一社提供。
  - フジテレビ火曜ドラマ：2010年3月をもって一時撤退。
→移動先は「爆笑レッドカーペット」（2010年4月 - 8月1日の日曜19:58 - 20:54）→日曜20:00枠単発番組（2010年8月8日 - 9月26日）→2010年10月6日 - 火曜23:00枠（PT扱い）+2010年4月 - 土曜23:10 - 23:55ともに複数社提供の一社。→以降「水曜歌謡祭」で復帰するまで約4年間PT扱いまたは一時撤退していた。
  - 水曜歌謡祭
  - にじいろジーン（カンテレ制作、2016年4月 - 2017年6月）
- テレビ朝日
  - ニュースステーション：1999年10月ごろに起こった久米宏の降板騒動と同時期に降板。
  - パパパパPUFFY：資生堂フィティットが提供。
  - 東京国際女子マラソン：1979年から1999年まで。メインスポンサーだった。
  - 報道ステーション：月曜日。番組開始から提供していたが東京国際女子マラソンが2008年の大会で閉幕するのを受けたのか、同年9月で降板。
- テレビ東京
  - 少女雑貨専門TV エクボ堂：資生堂エクボ（現在は消滅）が提供。資生堂本体もヒッチハイク部分でCMを流していた。
  - ジュニアオールスターゲーム：テレビ東京独占放送時代に筆頭提供。
  - シネマ通信
- TOKYO MX
  - U・LA・LA@7：一社提供（天気情報）。
- 千葉テレビ放送
  - AKB48チーム8のKANTO白書 バッチこーい!：30秒、uno名義で提供。
- BS朝日
  - エコの作法 〜明日の美しい生き方へ〜：一社提供。
  - 人生を変える7日旅：一社提供。
  - 週末の本音タイム 金曜日くらい褒められたい→金曜日くらい褒められたい ワタシ、アップデート：一社提供。

BSデジタルで民放5局の土曜23時台の番組のスポンサーになって話題を呼んだことがある。

#### ラジオ
- TBSラジオ
  - 明石家さんまのおしゃべりツバメ返し（CBCラジオ、ABCラジオとの3局ネット）
  - 子供の心（当時平日朝ワイド内の1コーナーでFMカーによる生中継で作文を読む。CBCラジオ「おはようCBC」・ABCラジオ「おはようパーソナリティ道上洋三です」でも企画ネット、ただしこの2局では生中継なし。後に3局の作品をまとめた書籍も出版されスポンサー言及もされている）
  - 資生堂プレゼンツ今週のスポットライトコーナー（HBCラジオ、SBCラジオ、RSKラジオ同時ネット）
- ニッポン放送
  - ひかる一平の恋のサインはSEE SAYS DO!
  - 田原俊彦 誘惑トゥナイト・SEE SAYS DO!
  - 田原俊彦 君とSHOWERING NIGHT・SEE SAYS DO!
  - 田原俊彦 心はストレート
  - 仲村トオル 待たせてゴメン
  - 大槻ケンヂのセニョール!セニョリータ!
  - 中山美穂 P.S. I LOVE YOU
  - ぽっぷん王国→ぽっぷん王国ミュージックスタジアム：男性化粧品「TRENDY」名義。
  - 知ってる?24時。：2003年4月 - 12月。プログラムサポーターとして。
  - ショウアップナイター：火曜日（HBCラジオ・CBCラジオ・ABCラジオ・KBCラジオのスポンサーネット）。
  - エド･はるみの化粧品専門店はチャーミングゥ〜!→エド･はるみのわたしにプラス 〜夢をかなえるカウンセリング〜（上柳昌彦 ごごばん!内の13時台コーナー）
- CBCラジオ
  - 小泉エリのマジカルタイム（ごごイチ内の14時台コーナー）
- ABCラジオ
  - かつみ♥さゆりのらぶらぶびゅ〜てぃ（武田和歌子のぴたっと。内の15時台コーナー）
- FM東京
  - American Top 40
- J-WAVE
  - SHISEIDO MIDNIGHT FACES：初期はOPTUNE MIDNIGHT FACESだった。

### 現在のCMイメージキャラクター
- 長澤まさみ：ELIXIR SUPERIEUR-WHITE（2020年 - ）
- 石田ゆり子：ELIXIR ADVANCED（2018年 - ）
- 吉高由里子：SHISEIDO（2022年 - ）
- 小松菜奈：INTEGRATE（2015年 - ）・MA CHÉRIE（2016年 - ）・ANESSA（2022年 - ）
- 菅野美穂：INTEGRATE/INTEGRATE GRACY (2021年 - ）
- 森星：MAQuillAGE（2020年 - ）
- 清野菜名：MAQuillAGE（2020年 - ）
- 池田エライザ：MAQuillAGE（2020年 - ）
- 浜辺美波：MAJOLICA MAJORCA（2019年 - ）・ELIXIR REFLET（2022年 - ）
- 杏：AQUALABEL（2018年 - ）・TSUBAKI（2020年 - ）
- 安藤サクラ：BENEFIQUE（2020年 - ）
- 松雪泰子：HAKU（2021年 - ）
- 宮本信子：PRIOR（2015年 - ）
- 原田美枝子：PRIOR（2015年 - ）
- 常盤貴子：PRIOR（2020年 - ）
- 鈴木京香：REVITAL GRANAS（2008年 - ）
- りょう：REVITAL（2022年 - ）
- トリンドル玲奈：The Collagen（2021年 - ）
- 広瀬すず：d Program（2020年 - ）
- 小坂菜緒（日向坂46）：finetoday (2022年 - )
- 土屋太鳳：SENKA（2023年 - ）
- 道枝駿佑（なにわ男子）：SEA BREEZE（2023年 - ）
- 長尾謙杜（なにわ男子）：SEA BREEZE（2023年 - ）
- 山﨑賢人：uno（2023年 - ）
- 吹石一恵：公式サイト上にて季節ごとのキャンペーン告知

### 代表的なCMソング
資生堂は1972年夏の竹越ひろ子「サマーブルー」以後、レコード会社とのタイアップでCMソングを売り出してきた。それまで同「サマーブルー」など、資生堂CMで自ら作詞等も手掛けたCMディレクターの杉山登志と、作詞・作曲家の桜井順らの作品が知られている。
2003年には、資生堂CMソングを集めたコンピレーション・アルバム『音椿〜the greatest hits of SHISEIDO〜白・紅盤』が発売された。
- 小坂忠「赤い花みつけた」（1974年春、ナチュラルグロウリップスチック。CMキャラクターはエミリー吉田、宇佐美恵子）
- りりィ「春早期」（1975年春、ナチュラルグロウリップスチック。CMキャラクターはマイティ・ルエラン）
- りりィ「オレンジ村から春へ」（1976年春、ナチュラルグロウ・シフォネット。CMキャラクターはパトリシア・ダムゾン）
- 小椋佳「揺れるまなざし」（1976年秋、スプレンス・シフォネット。CMキャラクターは真行寺君枝）
- 松本ちえこ「恋人試験」（1976年、バスボン。CMキャラクターは松本ちえこ）
- 尾崎亜美「マイ・ピュア・レディ」（1977年春、スプレンス クリスタルデュウ。CMキャラクターは小林麻美）
- ダウン・タウン・ブギウギ・バンド「サクセス」（1977年夏、アクエア。CMキャラクターはティナ・ラッツ）
- 南沙織「春の予感 -I've been mellow-」（1978年春、「メロウカラー」ベネフィーク・スプレンス。CMキャラクターは高原美由紀）
- 矢沢永吉「時間よ止まれ」（1978年夏、アクエア。CMキャラクターはパシフィック・ガールズ〈藤田恵弥子、土屋名美、林秀子、堀川まゆみ、ロリアン・レオン〉）
- 堀内孝雄「君のひとみは10000ボルト」（1978年秋、ベネフィーク グレイシィ。CMキャラクターはルーシー島田）
- 南こうせつ「夢一夜」（1978年冬、サイモンピュア。CMキャラクターは小林麻美）
- ベルバラ「LADY OSCAR」（1979年春、ベネフィーク グレイシィリップスチック・スプレンス クリスタルデューリップスチック。映画『ベルサイユのばら』とのタイアップ。CMキャラクターはカトリオーナ・マッコール）
- ツイスト「燃えろいい女」（1979年夏、ナツコ。CMキャラクターは小野みゆき）
- 柳ジョージ&レイニーウッド「微笑の法則 〜スマイル・オン・ミー〜」（1979年秋、ベネフィーク グレイシィ。CMキャラクターは星野真弓）
- 田島裕子「あざやかに生きて」（1979年冬、サイモンピュア。CMキャラクターは麻田紘子、叶和貴子）
- 近田春夫&BEEF「ああ、レディハリケーン」（1979年、レディバスボン。CMキャラクターは大出真里子）
- BIBI「赤い傘」（1979年、バスボン。CMキャラクターはBIBI〈早坂あきよ、小西直子〉）
- 竹内まりや「不思議なピーチパイ」（1980年春、ベネフィーク グレイシィ。CMキャラクターはメアリー岩本〈マリアン〉）
- クリスタルキング「蜃気楼」（1980年夏、ナツコ。CMキャラクターは田中ちはる）
- 加藤和彦「お帰りなさい 秋のテーマ」（1980年秋、ベネフィーク グレイシィ。CMキャラクターはヨアンナ・ディック）
- 内山田洋とクール・ファイブ「魅惑・シェイプアップ」（1980年冬、サイモンピュア。CMキャラクターは横須賀昌美）
- 松田聖子「裸足の季節」「風は秋色」（1980年、エクボ。CMキャラクターは山田由紀子〈山田由起子〉）
- 岩崎良美「涼風」（1980年、シャワーコロン）
- 松原みき「ニートな午後3時」（1981年春、「ニートカラー」ルア リップスチック）
- 桃井かおり「メイク23秒」（1981年秋、ベネフィーク グレイシィ。CMキャラクターはナンシー・ナナ、鈴木清順）
- ナイアガラ・トライアングル（大瀧詠一・佐野元春・杉真理）「A面で恋をして」（1981年冬、サイモンピュア）
- 松田聖子「夏の扉」「Romance」（1981年、エクボ。CMキャラクターは山田由紀子）
- 忌野清志郎+坂本龍一「い・け・な・いルージュマジック」（1982年春、ルア リップカラークリエイター。CMキャラクターは津島要）
- 矢沢永吉「LAHAINA」（1982年夏、サンフレア。CMキャラクターはトリー・メンドーサ、矢沢永吉）
- 早見優「急いで!初恋」（1982年、バスボン ヘアコロンシャンプー・リンス。CMキャラクターは早見優）
- 山根麻衣「気分はフェアネス」（1982年、フェアネス。CMキャラクターはアンジェラ・ハリー）
- EPO「う、ふ、ふ、ふ、」（1983年春、フェアネス。CMキャラクターはアンジェラ・ハリー）
- ラッツ&スター「め組のひと」（1983年夏、サンフレア。CMキャラクターはトリー・メンドーサ）
- 原由子「恋は、ご多忙申し上げます」（1983年秋、フェアネス。CMキャラクターはアンジェラ・ハリー）
- 早見優「ラッキィ・リップス」（1983年、バスボン ヘアコロンシャンプー・リンス。CMキャラクターは早見優）
- 高見知佳「くちびるヌード」（1984年春、フェアネス。CMキャラクターはアンジェラ・ハリー）
- 大沢誉志幸「その気×××(mistake)」（1984年夏、サンフレア。CMキャラクターはセリア・キャロン）
- 香坂みゆき「ニュアンスしましょ」（1984年秋、フェアネス。CMキャラクターはアンジェラ・ハリー）
- 薬師丸ひろ子「冬のバラ」（1984年冬、ポーセリア。CMキャラクターは薬師丸ひろ子）
- 早見優「誘惑光線・クラッ!」（1984年、バスボン ヘアコロンシャンプー・リンス。CMキャラクターは早見優）
- 大貫妙子「ベジタブル」（1985年春、フェアネス ベジタブル）
- 石川セリ「いろ・なつ・ゆめ〜彩・夏・夢」（1985年夏、サンフレア）
- 松任谷由実「メトロポリスの片隅で」（1985年秋・冬、フェアネス コスモアイカラー。CMキャラクターは楠本裕美）
- 中山美穂「色・ホワイトブレンド」（1986年春、インテグレートリップスティック）
- KUWATA BAND「BAN BAN BAN」（1986年夏、サンズパクト）
- 中山美穂「ツイてるねノッてるね」（1986年秋、インテグレート）
- 沢田玉恵「花の精 -わたしのON-AIR-」「紫外線」（1986年、On-Air&On-Wave）
- 小林明子「くちびるスウィング」（1987年春、インテグレート）
- プリンセス・プリンセス「GO AWAY BOY」（1988年春、フェアウインド）
- 今井美樹「彼女とTIP ON DUO」（1988年秋、ライブリップ）
- 中山美穂「ROSÉCOLOR」（1989年春、インテグレートリップスティック）
- BARBEE BOYS「目を閉じておいでよ」（1989年、TRENDY）
- Wink「咲き誇れ愛しさよ」（1993年秋、新プルミエ）
- DREAMS COME TRUE「go for it!」（1993年冬）
- ウルフルズ「コマソンNo.1」（1996年、GERAID）
- PUFFY「これが私の生きる道」（1996年、ティセラ ジューシージューシー）
- B'z「FIREBALL」（1997年春）
- ↑THE HIGH-LOWS↓「虫」（1997年夏）
- 矢沢永吉「Still」（1997年秋・冬）
- L'Arc〜en〜Ciel「NEO UNIVERSE」（2000年春）
- L'Arc〜en〜Ciel「STAY AWAY」（2000年）
- 矢井田瞳「Look Back Again」（2001年）
- Tommy february6「Bloomin'!」（2002年）
- 山田タマル「My Brand New Eden」（2006年、マキアージュ）
- SMAP「Dear WOMAN」（2006年、TSUBAKI）
- BONNIE PINK「A Perfect Sky」（2006年）
- 平井堅「美しい人」（2007年）

### CM集DVD
1961年から1999年まで放映された資生堂のテレビCMを収録したDVDが、エイベックスから発売された。
- 『資生堂のCM vol.1 1961-1979』（2009年11月25日）  –  79本収録
- 『資生堂のCM vol.2 1978-1999』（2009年12月16日）  –  88本収録

### 球場広告
1985年から1996年にかけて、後楽園球場→東京ドームにフェンス広告を出していたことでも有名。「MG5」「ギア」「アウスレーゼ」「不老林」「メンズムース」「ZEPHAR」等主に男性向け製品の広告が多かった。また、ジュニアオールスターゲーム（現在：フレッシュオールスターゲーム）を資生堂がスポンサーを務めていた時代は、フェンスに「SHISEIDOジュニアオールスターゲーム」の広告が表示されていた。

### モータースポーツへの参入（TECH21広告へのレーシングライダー起用）

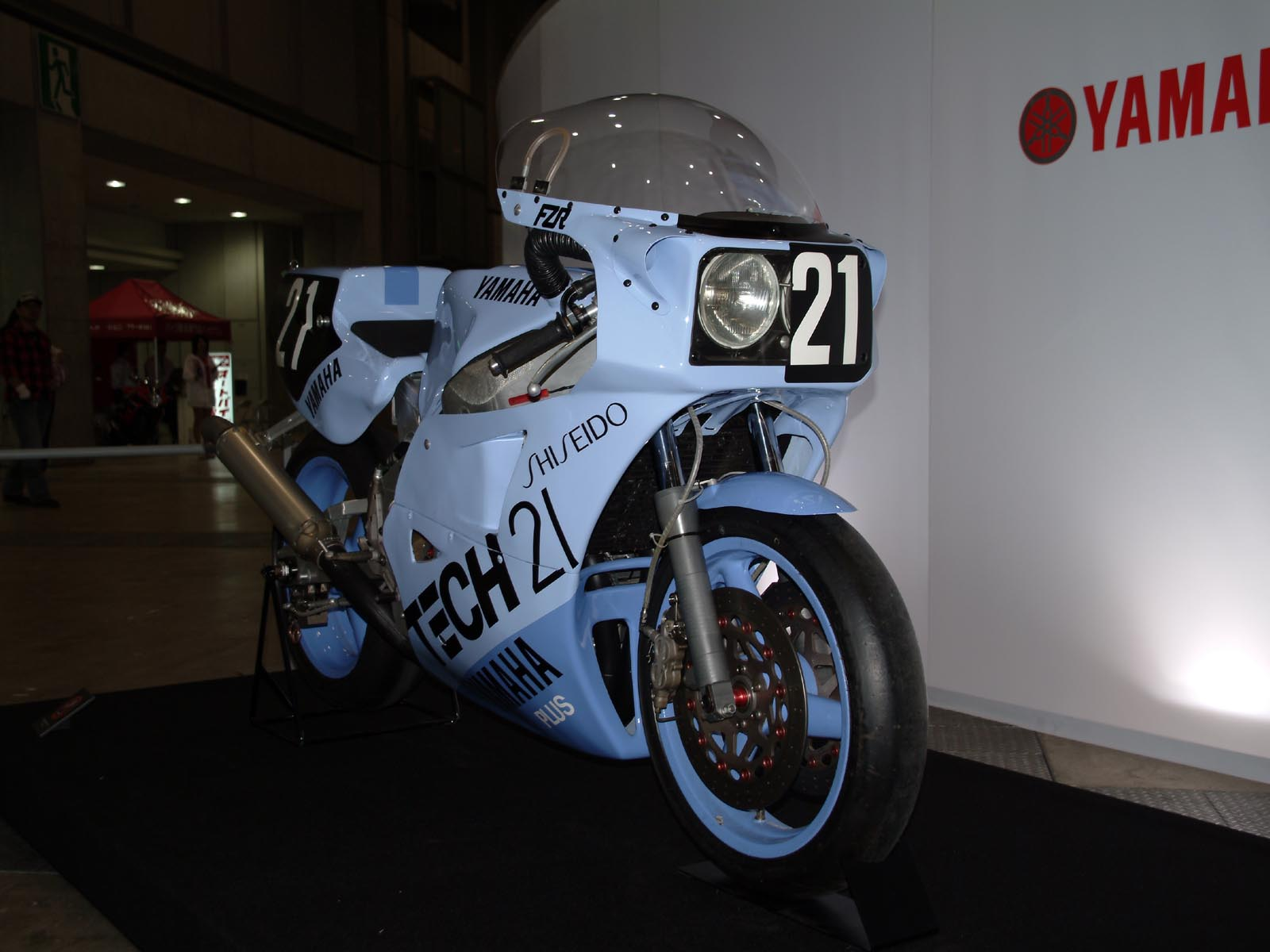
TECH21カラー 1985年型 FZR750 鈴鹿8時間耐久レース仕様

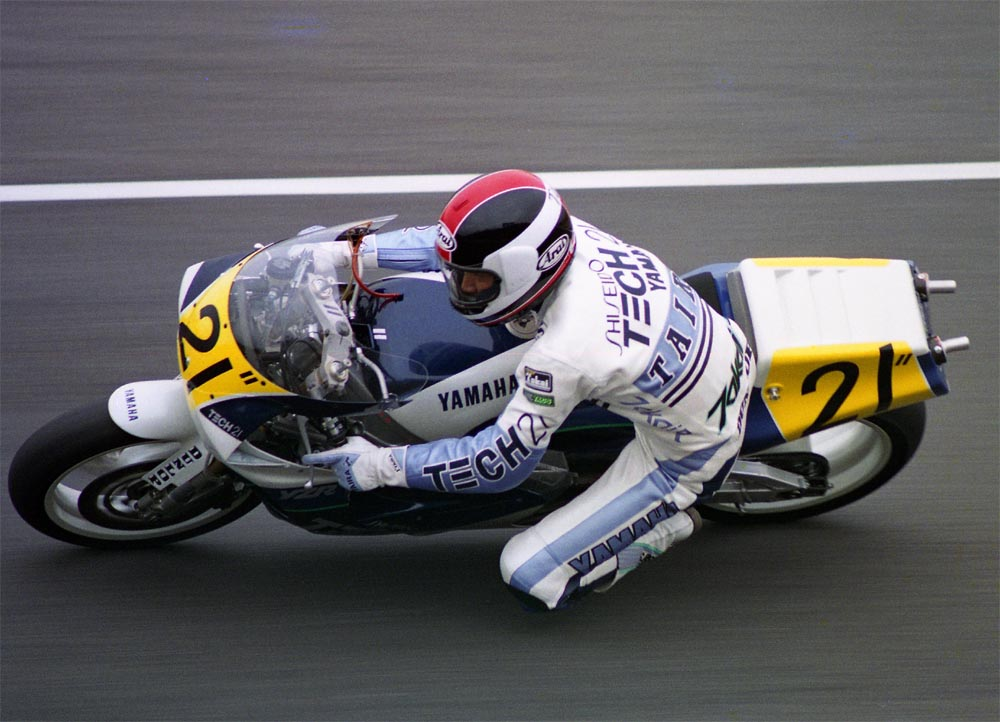
世界2輪選手権GP500 日本グランプリ 1989年型 YZR500 TECH21特別カラー

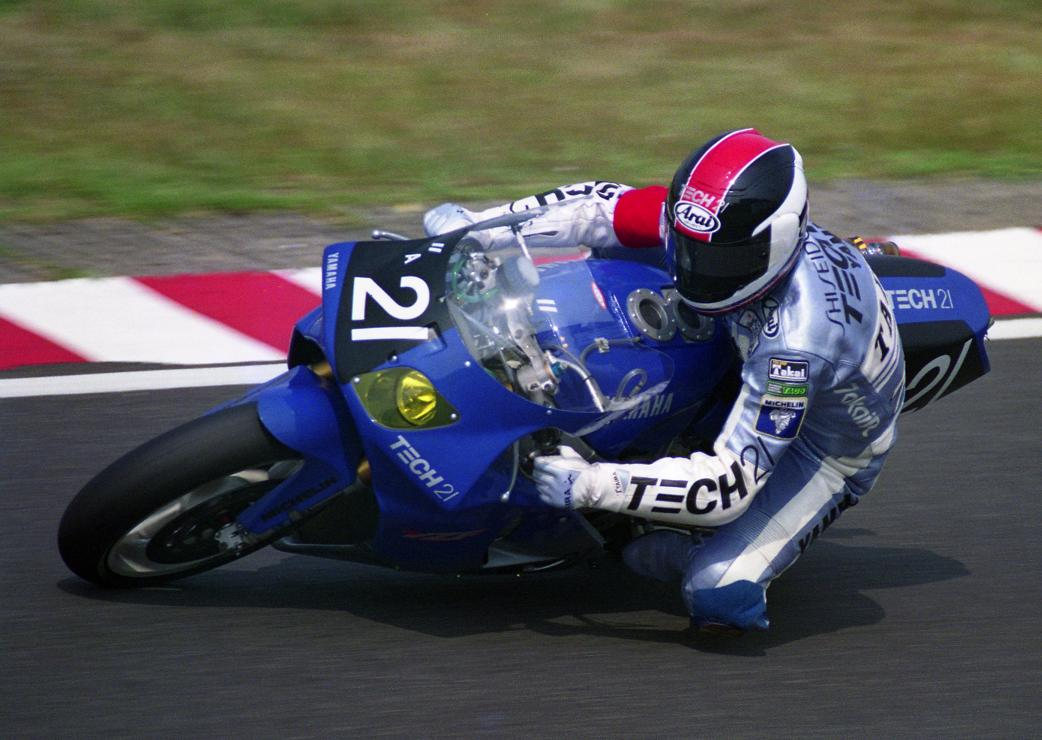
TECH21カラー 1990年型 YZF750 鈴鹿8時間耐久レース仕様

1985年に資生堂は、新しい男性用化粧品としてTECH21を発売した。主たる販売ターゲットである若年層に訴求する為、イメージキャラクターとしてヤマハファクトリーチーム所属のレーシングライダー平忠彦を起用した。平は1982年公開の映画『汚れた英雄』で、主演の草刈正雄の代わりにレースシーンのスタントを担当したことでも知られる。1983年 - 1985年にかけて全日本ロードレース選手権500ccクラスの年間チャンピオンを3連覇した事で一般にも名前が認知されていたものの、モータースポーツ関係者を化粧品のキャラクターとして起用すること自体が、当時として異例の扱いであった。
資生堂は、TECH21のプロモーション活動を活発化し、新聞や雑誌等の媒体、テレビCMに及んだ。1985年より鈴鹿8時間耐久ロードレース（以下、鈴鹿8耐）に出走するヤマハワークス・チームのメインスポンサーとなり、TECH21のロゴをFZR750（1985年）・YZF750（1986年 - 1990年）の車体及びライディングスーツやスタッフウェアに展開した。1980年代半ばの日本のレースシーンにおいて、モータースポーツに全く関係のない異業種がレーシングチームをフルスポンサーすることが珍しく、原色ばかりの当時のレーシングマシンのカラーリングの中にあってこれまた異色の紫色のマシン、そしてイメージキャラクターである平の知名度も相まって、TECH21チームはレース関係者やレースファンのみならず、レースに関心の薄い一般の人々の注目をも集めることとなった。また、鈴鹿8耐において、サーキットにレースクイーンを擁したのも、TECH21が初めて行った。
サーキットを疾走する印象的な紫色を纏ったマシンとライダーである平が織り成すドラマティックとも悲劇的とも形容されるレース展開と内容は観る者を惹きつけ、その注目の度合いは参戦を重ねるとともに高まることとなった。そして資生堂のスポンサー開始から6年目の1990年、平とTECH21チームは遂に悲願の鈴鹿8耐優勝を達成し、この年をもって鈴鹿8耐における資生堂のスポンサーも終了した（TECH21チームとしては1987年にも優勝しているが、このとき平は怪我のために出走していない）。
資生堂の撤退以降もヤマハのワークス・チームは鈴鹿8耐においてゼッケン21を継続して使用しており、ゼッケン21は鈴鹿8耐におけるヤマハのエースナンバーとしてレースファンの間に定着している。また2019年、ヤマハはYZF-R1の販売開始から21周年となることと令和元年（R1）を記念して、資生堂の協力でTECH21カラーを復刻して鈴鹿8耐に臨むことを発表している。尚、TECH21の各製品の復刻は、されていない。
資生堂TECH21限定車
薄紫に塗装された車輌の両サイドに黒文字で、資生堂・TECH21ロゴを配置したカラーリングである。ヤマハ発動機ワークス・チームのスポンサーカラーであるTECH21カラーは、1980年代後半に人気を博した為、排気量毎に幾種類かのモーターサイクルが、ヤマハ発動機から限定販売された。以下は、公式に発売されたモデルである。
- FZ250-PHAZER（前期型）※50台限定
- FZR250（前期型）
- YSR50（前期型）
- CHAMP-RS（50ccスクーター）※第1期・第2期が発売された。（各々異なるスポンサーカラーが2種類）
- 1989年型JOG-SPORTS EDITION（50ccスクーター）※パールホワイトベースに銀文字の塗色

鈴鹿8時間耐久ロードレースのプロモーション活動
- 1985年 - 1990年に亘り、鈴鹿8時間耐久ロードレース(鈴鹿8耐)に参戦するヤマハ発動機にスポンサードしていたチーム体制と決勝結果は、以下の通り。
- 2019年（令和元年）R1誕生21周年に「ヤマハTECH21チーム」復刻カラーで、限定スポンサードを開始した。なお、資生堂から「TECH21」の関連商品の復刻発売は、今回見送られた。
- 1985年
  - チーム：ヤマハ・TECH21チーム 決勝リタイア
  - ライダー：平忠彦/ケニー・ロバーツ
  - 使用車両：TT-F1/FZR750
- 1986年
  - チーム：SHISEIDO TECH21 レーシングチーム・ヤマハ 決勝 リタイア
  - ライダー：平忠彦/クリスチャン・サロン
  - 使用車両：TT-F1/YZF750
- 1987年
  - チーム：SHISEIDO TECH21 レーシングチーム・ヤマハ 決勝優勝
  - ライダー：マーチン・ウイマー/ケビン・マギー
  - 使用車両：TT-F1/YZF750（片持ちスイングアーム仕様）
- 1988年
  - チーム：SHISEIDO TECH21 レーシングチーム・ヤマハ 決勝 リタイア
  - ライダー：平忠彦/マイケル・ドゥーハン
  - 使用車両：TT-F1/YZF750
- 1989年
  - チーム：SHISEIDO TECH21 レーシングチーム・ヤマハ 決勝 リタイア
  - ライダー：平忠彦/ジョン・コシンスキー
  - 使用車両：TT-F1/YZF750
- 1990年
  - チーム：SHISEIDO TECH21 レーシングチーム・ヤマハ 決勝 優勝
  - ライダー：平忠彦/エディー・ローソン
  - 使用車両：TT-F1/YZF750
- 2019年
  - チーム：ヤマハ・ファクトリーレーシングチーム　決勝準優勝
  - ライダー：中須賀克行/アレックス・ローズ
  - 使用車両：SBK/YZF-R1

## 資生堂ランニングクラブ
資生堂は女子陸上競技部を持っており、「資生堂ランニングクラブ」（以下、資生堂RC）と称している。全日本実業団対抗女子駅伝（クイーンズ駅伝）は2006年・2022年に優勝。以下、2024年1月現在の主な選手・スタッフ等を記載。「Category:資生堂ランニングクラブの人物」も参照。詳細については 公式HP 参照。

### 主な指導者
- 岩水嘉孝：順大在学時は箱根駅伝に3回出場。卒業後トヨタ自動車・富士通所属。2003年に3000ｍ障害で8分18秒93の日本新記録。2003年世界陸上パリ大会3000ｍ障害決勝11位、2002年釜山アジア大会3000m障害銀メダル、2004年アテネ五輪・2008年北京五輪代表。引退後の2013年4月に同RCアシスタントコーチ、2021年6月に監督就任。

### 主な所属選手
- 高島由香：2004年に興譲館高卒業後、デンソー女子陸上部に所属。2016年3月に資生堂RCへ移籍。2023年現在キャプテン。2016年リオ五輪女子10000ｍ日本代表・同18位[37]。
- 五島莉乃：2020年に中央大卒業後、資生堂RCに所属。2021年11月の全日本実業団女子駅伝（クイーンズ駅伝）5区10kmで新谷仁美（積水化学）を1秒差で抑え区間賞。2024年パリ五輪女子10000ｍ日本代表・同18位。
- 一山麻緒：2016年に出水中央高卒業後、ワコール女子陸上部に所属。2022年4月に資生堂RCへ移籍。2020年東京五輪女子マラソン日本代表・同8位。

### 主な元所属部員・指導者
- 弘山勉：筑波大在学時は箱根駅伝に4回出場。卒業後資生堂RC所属。マラソン自己記録は2:11:37。同RC監督（2007年4月 - 2013年3月）。現在筑波大長距離コーチ、及び妻の弘山晴美が代表のEVOLUアスリートクラブ・アスリートLabスタッフ。
なお、資生堂RCはかつて弘山や下記の安養寺らのほか、川越学（早大卒、セカンドウィンドAC〈現在：SWAC〉元監督。2011年6月からエディオン女陸監督）、比嘉正樹（元SWACコーチ）など男子選手も所属していたが自然消滅した。
- 安養寺俊隆：京産大を経て順大大学院修了後の1988年4月、資生堂RC入部。3000ｍ障害の自己記録8分40秒54。1996年つくばマラソンで2時間16分48秒の大会記録で優勝。引退後は資生堂RCコーチを経て監督（2013年4月 - 2016年3月末）。のちパナソニック女子陸上部監督。
- 松田千枝：東京国際女子マラソンに1979年の第1回大会から参加し、1985年大会で2:36:38の自己記録で4位。2008年資生堂RCを退部・定年退職。
- 谷川真理：1991年東京国際女子マラソン、1992年ゴールドコーストマラソン、1994年パリマラソンなどで優勝。自己記録2:27:55。1994年に資生堂RC退部後、良品計画を経てアミノバイタルAC所属。
- 弘山晴美：夫は上記弘山勉。1996年アトランタ・2000年シドニー・2004年アテネと、長距離トラック種目で日本女子初の3大会連続五輪代表。1999年世界陸上セビリア大会女子10000m4位入賞、2006年名古屋国際女子マラソンでマラソン初優勝。マラソン自己記録2:22:56。2013年3月まで資生堂RCアスリート・アドバイザー。現在EVOLUアスリートクラブ・アスリートLab代表。
- 佐藤優子：元競歩選手。1992年バルセロナ五輪女子10km競歩24位、1993年世界陸上シュトゥットガルト大会女子10km競歩19位。
- 野村洋子：初マラソンの1997年大阪国際女子マラソンは2:29:26の5位で、高橋尚子に先着した。2001年退部、現在：リスタートRCコーチ。
- 山内美根子：中央大卒。2000年東京国際女子マラソンで2:28:51の自己記録で7位。2003年退部。元SWACコーチ（2007年4月 - 2010年12月まで）。
- 寺内多恵子：元バレーボール選手で初マラソンがホノルルという異色ランナー。マラソン自己記録2:28:10。2005年退部。
- 藤川亜希：ラララ陸上部（廃部）、旭化成陸上部を経て資生堂RC所属（2004年 - 2010年）。2004年名古屋国際女子マラソンで2:27:06の自己記録で3位、2007年青梅マラソンで1:47:40で優勝。引退後アミノバイタルACスタッフ、2013年4月から2014年3月まで資生堂RCマネージャー。現在：ルートインホテルズ陸上部監督。
- 平田裕美：初マラソンの2008年名古屋国際女子マラソンで2:29:23で7位。翌2009年名古屋国際女子マラソンで2:30:16で6位。2011年退部。現在：SWACコーチ。
- 佐藤由美：資生堂RC元キャプテン（2009年3月まで）。京産大卒。全日本大学女子駅伝で京産大4連覇。2005年アジア陸上選手権女子10000m2位・女子5000m3位。2012年大阪国際女子マラソンで2:32:49の自己記録で6位。同レースで退部。
- 藤永佳子：資生堂RC元キャプテン（2009年4月 - 2012年3月）。諫早高在学時に1999年世界陸上セビリア大会女子5000m代表。初マラソンの2009年名古屋国際女子マラソン優勝。同年2009年世界陸上ベルリン大会女子マラソン14位。マラソン自己記録は2:25:40。2012年4月退部。現在諫早高教員・陸上部コーチ。
- 中尾真理子：資生堂RC元キャプテン（2012年4月 - 2013年）。名城大在籍時に2005年全日本大学女子駅伝優勝、日本インカレ10000m準優勝、ユニバーシアード5000m8位。>2013年3月退部。
- 加納由理：2001年に立命大卒業後、資生堂RC所属。2007年3月セカンドウィンドAC（SWAC）所属、2011年10月資生堂に復帰。その間、2009年世界陸上ベルリン大会女子マラソン7位、2010年名古屋国際女子マラソン優勝。マラソン自己記録は2:24:27。2014年5月退部。
- 須永千尋：2007年に東京高卒業後、2009年に資生堂RC所属。2015年日本選手権1500m優勝。2019年1月末引退。
- 竹中理沙：資生堂RC元キャプテン。2012年に立命大卒業後、資生堂RCに所属。全国高校駅伝、全日本大学女子駅伝で優勝。全日本実業団ハーフマラソン女子の部2位。初マラソンの名古屋ウィメンズマラソンは2:28:09で5位。2018年3月末引退。
- 岩田裕子：2014年に大東大卒業後、資生堂RCに所属。2016年引退。
- 佐藤成葉：2020年に立命大卒業後、上記五島と共に資生堂RCに所属。2023年3月末引退。
- 木村友香：2013年に筑紫女学園高卒業後、ユニバーサルエンターテインメントACに所属。2019年に資生堂RC、2023年に積水化学へ移籍。
- 樺沢和佳奈：2021年に慶応大卒業後、資生堂RCに所属。2023年に三井住友海上へ移籍。

### 移籍選手
下記選手は2007年4月1日をもってセカンドウィンドAC（現在：SWAC）へ移籍（なお加納由理も下記3名と共に移籍したが、上述のように現役中に資生堂に復帰）。
- 嶋原清子：2007年世界陸上大阪大会女子マラソン6位入賞、2009年北海道マラソンでは自己ベスト・大会新記録の2:25:10で優勝。2012年1月引退、現在：SWACリーダー。
- 尾崎朱美：2006年東京国際女子マラソンでは高橋尚子を抑え2位。2009年北海道マラソンで自己新記録の2:27:23で2位。2010年2月引退、現在：SWACスタッフ。
- 吉田香織：初マラソンの2006年北海道マラソンで初優勝。2009年3月にSWACを退部し、チームランナーズパルスを経て現在はTEAM R×L所属。マラソン自己記録は2:28:24。

## 不祥事・裁判

### 侮辱的CM
2005年、新しい発毛促進剤「薬用アデノゲン」の発売に向け、2004年12月に30歳 - 59歳の男性1550人に対してネット上で意識調査を実施し、集まったデータをもとに『薄毛はあなた一人の問題ではありません、子孫も迷惑です。』といった内容をホームページ上に掲載した。「薄毛の人は部長どまり？」、「偉くなるのは薄毛じゃない人」など、薄毛で悩んでいる人を侮辱するかの内容に対し、抗議が殺到した。同商品をめぐっては発売直後の4月に、テレビCMが横尾忠則の作品と類似しているとの指摘を受け、放送を中止したトラブルもあった。

### 女性蔑視的CM
2016年10月の「インテグレート」のCMで、仕事をがんばって疲れた顔の女性に対して、男性上司が「顔に出ているうちはプロじゃない」と窘める表現があったが、それが女性蔑視に当たるとして批判されたことを受け、謝罪、公式サイトからの即時公開停止、テレビCMの順次中止の措置をとった。

### 裁判
店頭で商品の説明をする「対面販売」を守らなかったことを理由に特約店契約を解除され、資生堂化粧品の出荷を停止された小売業「冨士喜本店」（東京都台東区）が「対面販売の義務付けは値引き販売の防止が狙いであり、私的独占の禁止及び公正取引の確保に関する法律（独占禁止法）に違反している」などとして、訴訟を起こした。
- 1991年：「対面販売」をしないのは契約違反として契約を解除された東京の冨士喜本店が「（対面販売を義務付けるのは）価格拘束をするためのもので違法。」とし、資生堂東京販売を提訴した。
- 1993年：東京地裁の判決は冨士喜本店勝訴。さらに同年、今度は千葉の河内屋もほぼ同様な理由で契約を解除されたため資生堂を公正取引委員会に申告した。
- 1994年：冨士喜訴訟の控訴審判決は資生堂勝訴となった。訴訟で敗訴した冨士喜本店は上告した。
- 1995年：公正取引委員会は価格拘束の疑いがあるとして資生堂に排除勧告を行った。資生堂は排除勧告を受けいれた。その流れで価格の乱れを防ぐため、化粧品専門店だけの限定ブランド（ベネフィーク）を発売した。
- 1996年4月1日：化粧品の再販撤廃。
- 1998年12月18日：最高裁は同訴訟でのメーカー側勝訴を確定した。判決で金谷利広裁判長は「対面販売は顧客の信頼保持など合理的な理由があり、独占禁止法に反しない。」との初判断を示して、冨士喜本店の逆転敗訴とした二審判決を支持、同社の上告を棄却した。

裁判では「価格拘束をするのは違法だが、カウンセリング契約は合法。」という判断になり、その結果、2006年から発売された「マキアージュ」や「エリクシールシュペリエル」などのメガブランド戦略を実施するにあたって、大前提の価格拘束（維持）につながっている。

## アトリエマサ
- マサ大竹（まさおおたけ） 本名：大竹 政義（おおたけまさよし）MASA代表他、資生堂ビューティークリエーション研究所長、資生堂美容室（株）取締役副社長、SABFA校長、日本ヘアデザイン協会副理事長、I.C.D.JAPAN理事。
- 資生堂全ブランドメーキャップのイメージやソフト情報を統括すると同時に、自らも各種メディア、ファッションコレクションショーなどの幅広い分野でヘア・メーキャップのクリエーション活動を行っている。
- ニューヨークカーネギーホールでのビューティークリエイティブショーをはじめとし、美容セミナー等のトータルビューティープレゼンテーション活動を国内外で意欲的に行っている。
- 1987年：国際的に多くの功績があったとしてイタリア美容協会より「ランボー賞」を受賞
- 1996年：世界美容家協会(I.C.D)世界大会において、I.C.Dシュバリエ（ナイト）賞を受賞
- 2008年：黄綬褒章を受章
- 国内では毎年、資生堂ZOTOSゾートスヘアコングレスを大規模なショーとして開催している。

## その他

### 動物実験
EUでは既に化粧品の動物実験は全面禁止となっているが、EU域外で動物実験した化粧品の販売の禁止は2013年3月からである。そのために資生堂では長年にわたって化粧品の原料の動物実験をおこなってきた。しかし、先ずは2011年3月までに自社での動物実験をやめ、禁止となる2013年3月までには外注を含めて動物実験の全廃を目指すこととなった。これにより、動物実験をした化粧品の販売が規制されている欧州マーケットや、動物愛護運動の強い欧米マーケットでの企業イメージの向上を狙う。
化粧品の場合、大手化粧品会社ではウサギなどを利用して目や皮膚の刺激性試験などが行われている。

### 役員報酬の個別開示
2010年6月3日、「年1億円以上の報酬を受ける役員」の報酬額を開示した。開示が義務化されて以降、株主総会の前に個別開示した企業は資生堂が初めて。
1億円を超えるのはカーステン・フィッシャー専務（1億4,100万円）、前田新造社長（1億2,100万円）のみであったが、「代表取締役という職務の重要性から」（1億円を下回るが）岩田喜美枝副社長（6,600万円）も開示された。また、3氏を含む全役員15人の総額は6億2,100万円であり、残りの役員13人は総額で2億9,300円となる。資生堂では役員報酬は、固定部分が40%程度、業績連動部分（業績目標の達成度や株価により変動）が60%程度からなる。
|                                       | 基本報酬  | 賞与      | ストックオプション | 合計         |
| ------------------------------------- | --------- | --------- | ------------------ | ------------ |
| 代表取締役 前田新造                   | 4,900万円 | 3,500万円 | 3,600万円          | 1億2,100万円 |
| 代表取締役 岩田喜美枝                 | 3,700万円 | 1,800万円 | 1,000万円          | 6,600万円    |
| 取締役 カーステン・フィッシャー<略歴> | 7,700万円 | 5,000万円 | 1,300万円          | 1億4,100万円 |

### ゲーム
『資生堂ビューティソリューション開発センター監修 プロジェクトビューティ』は2008年11月27日にセガから発売された、ニンテンドーDS用ゲームソフト。

## ギャラリー
- 銀座資生堂ビル（2008年5月撮影）
- 東京銀座資生堂ビル（2008年5月撮影）

## 資料文献
- 『創ってきたもの伝えてゆくもの　資生堂文化の一二〇年』資生堂企業文化部編、資生堂、1993年2月
- 『資生堂百五十年史』「通史」「アーカイブ編」の2分冊、資生堂（非売品）、2023年9月